# 郴县苏维埃政府
郴县苏维埃政府是湘南起义期间中国共产党在郴县境内建立的政府机构。1928年2月4日朱德等人率南昌起义旧部接管郴县后，于7日设置郴县苏维埃政府，其后政府机关多次迁址，最终于4月初在中国国民党军队的“围剿”下解散。

## 历史
1928年1月，朱德、陈毅等中国共产党将领率南昌起义旧部在宜章县（今属郴州市）发动武装暴动，湘南起义就此开始。2月4日，朱德和陈毅率工农革命军北上攻占郴县，7日，中国共产党在郴县设立苏维埃政府，政府驻地位于原县城北街的福音堂（今郴州市粮食局职工宿舍所在地）。成立后不久，苏维埃政府驻地迁往位于东塔岭的东山书院。
郴县苏维埃政府成立后不久的3月12日，因当地中共党组织与当地民众发生冲突，导致了“反白事件”的爆发，苏维埃政府驻地东山书院被烧毁。14日，反白事件被陈毅率军平定，郴县苏维埃政府迁入原为湘南起义总指挥部驻地的陈家大屋。当月，郴县苏维埃政府发动插标分田运动，将县内18.33亩土地分给了15万余人，并颁布新的财务经济政策，提倡废除陋习、男女平等、妇女参与劳动等政策。
3月底，国民政府调集湘军、桂军和粤军的近9个师对湘南地区进行围剿，陈毅遂于4月2日将郴县的中共党支部与苏维埃政府转入地下，后率郴县党政机关、军队和参与共产党活动的八千名群众悉数向井冈山撤离。

## 组织机构
郴县苏维埃政府成立时，委员长由李才佳担任，王湘和任副委员长，李佑余任党代表，另下设秘书处（秘书陈代长）、土地（委员戴书隆）、经济（委员刘善淑）、粮食（委员曾子彬）、军事、肃反和联络等委员会，另建有赤卫队（队长岑正安）、纠察队、总工会、农民协会等群众组织，管辖3个特别区、11个区和147个乡级苏维埃政府。

## 文物保护
中华人民共和国成立后，位于今湖南省郴州市苏仙区兴中街35号的陈家大屋作为郴县苏维埃政府驻地而被列为文物。陈家大屋是由清末时期郴县的一户陈姓生意人所建，砖木结构建筑，建筑面积728平方米。1928年2月中国共产党军队攻克郴县后，该建筑曾是湘南起义总指挥部驻地，3月反白事件后成为郴县苏维埃政府驻地。2008年，郴州市人民政府将陈家大屋修缮后面向公众免费开放，2013年3月5日，“郴县苏维埃政府旧址——陈家大屋”作为湘南起义旧址群的子项被公布为第七批全国重点文物保护单位，2017年—2018年期间，陈家大屋被再度全面修缮。